# Euploea nobilis
Euploea nobilis is een vlinder uit de familie Nymphalidae. De wetenschappelijke naam van de soort is voor het eerst geldig gepubliceerd in 1914 door Embrik Strand.